# Vörhenyes szalonka
A vörhenyes szalonka (Scolopax saturata) a madarak osztályának lilealakúak (Charadriiformes) rendjébe, ezen belül a szalonkafélék (Scolopacidae) családjába tartozó faj.

## Rendszerezése
A fajt Thomas Horsfield amerikai ornitológus írta le 1821-ben.

## Előfordulása
Indonéziában, Szumátra és Jáva szigetein  honos. Természetes élőhelyei a szubtrópusi vagy trópusi hegyi esőerdők. Állandó, nem vonuló faj.

## Megjelenése
Testhossza 29–31 centiméter, testtömege 189–220 gramm, hasonló mint ismertebb rokona, az erdei szalonka, de annál kisebb.

## Természetvédelmi helyzete
Az elterjedési területe nem nagy, egyedszáma pedig csökken. A Természetvédelmi Világszövetség Vörös listáján mérsékelten fenyegetett fajként szerepel.